# Гасанов, Энвер Джафар оглы
Энвер Джафар оглы Гасанов (азерб. Ənvər Cəfər oğlu Həsənov; 17 августа 1950, Баку — 16 марта 2025, Баку) — азербайджанский актёр и режиссер. Народный артист Азербайджана (2018).

## Биография
Энвер Гасанов родился 17 августа 1950 года в Баку. До 7-го класса учился в школе № 190, затем перешёл в Школу рабочей молодёжи. Это было связано с тем, что в 1965 году он поступил на курсы киноактёра, открытые Адилем Искендеровым на киностудии «Азербайджанфильм» им. Джафара Джаббарлы. В 1969 году окончил курсы киноактера. В 1969—1973 годах учился на факультете кино и драматического актерского мастерства Азербайджанского государственного института искусств.
С 1965 года работает на киностудии «Азербайджанфильм».
Начал сниматься в кино с юных лет. Среди его наиболее известных ролей — Джалал в фильме «Хочу семерых сыновей», Шахбаз в фильме «Дервиш взрывает Париж», Тархан в фильме «Бабек», Сирадж в фильме «Оседлайте коней» и Мурад в фильме «Последняя ночь детства». Он также снимался в фильмах вместе со своей супругой, актрисой Момунат Курбановой.
Как режиссер, Энвер Гасанов снял документальные фильмы «Зов Ходжалы, зов», «Ловушка» и «Негаснущий очаг» о Гаджи Зейналабдине Тагиеве.
Персональный пенсионер Президента Азербайджана (с 2023).
Энвер Гасанов скончался 16 марта 2025 года. Похоронен на семейном кладбище в посёлке Бузовна, Баку.

## Фильмография
1. «Всадник на белом коне» (1995) — ассистент режиссера
2. «Удар в спину» (1977)
3. «Бабек» (1979)
4. «Пора седлать коней» (1985)
5. «Bəyaz həyat» (2003)
6. «Украли жениха» (1985)
7. «Birisigün, gecəyarısı…» (1981)
8. «Парни нашей улицы» (1973)
9. «Джавад хан» (2009)
10. «Джавад хан. Фильм о фильме» (2007)
11. «Постарайся не дышать» (2006)
12. «Свет погасших костров» (1975)
13. «Кура неукротимая» (1969)
14. «Дервиш взрывает Париж» (1976)
15. «Родные берега» (1989)
16. «Град» (2012)
17. «Четыре воскресенья» (1975)
18. «Yeddi oğuldan biri» (2007)
19. «Ərazi» (2005)
20. «Gözbağlıcı» (1986)
21. «Я ещё вернусь» (1980)
22. «Зов» (1993)
23. «Hökm» (1994)
24. «Цена счастья» (1976)
25. «İlahi məxluq» (2011)
26. «Человек бросает якорь» (1967)
27. «Следствие продолжается» (1966)
28. «Сигнал с моря» (1986)
29. «Kənar adamlar» (1992)
30. «Küləy apardı» (1986)
31. «Пора седлать коней» (1985)
32. «Мститель из Гянджабасара» (1974)
33. «Məhkumlar» (2007)
34. «Ovsunçu» (2002)
35. «Ölüm növbəsi» (2009)
36. «Pirverdinin xoruzu» (1987)
37. «Səhərə inan…» (2011)
38. «Попутный ветер» (1973)
39. «Son döyüş» (1996)
40. «Посол зари» (2012)
41. «Şəbəkə» (2011)
42. «Şəhərli biçinçilər» (1986)
43. «Ловушка» (1990)
44. «Земля. Море. Огонь. Небо» (1967)
45. «Последняя ночь детства» (1968)
46. «Vəkil hanı?» (2011)
47. «Семеро сыновей моих» (1970)
48. «Qanun naminə» (сериал, 2013)

## Награды
- Заслуженный артист Азербайджана (18 декабря 2000)[7][8]
- Народный артист Азербайджана (1 августа 2018)[9]
- Персональная пенсия Президента Азербайджана (6 мая 2023)[10]